# Membranelle

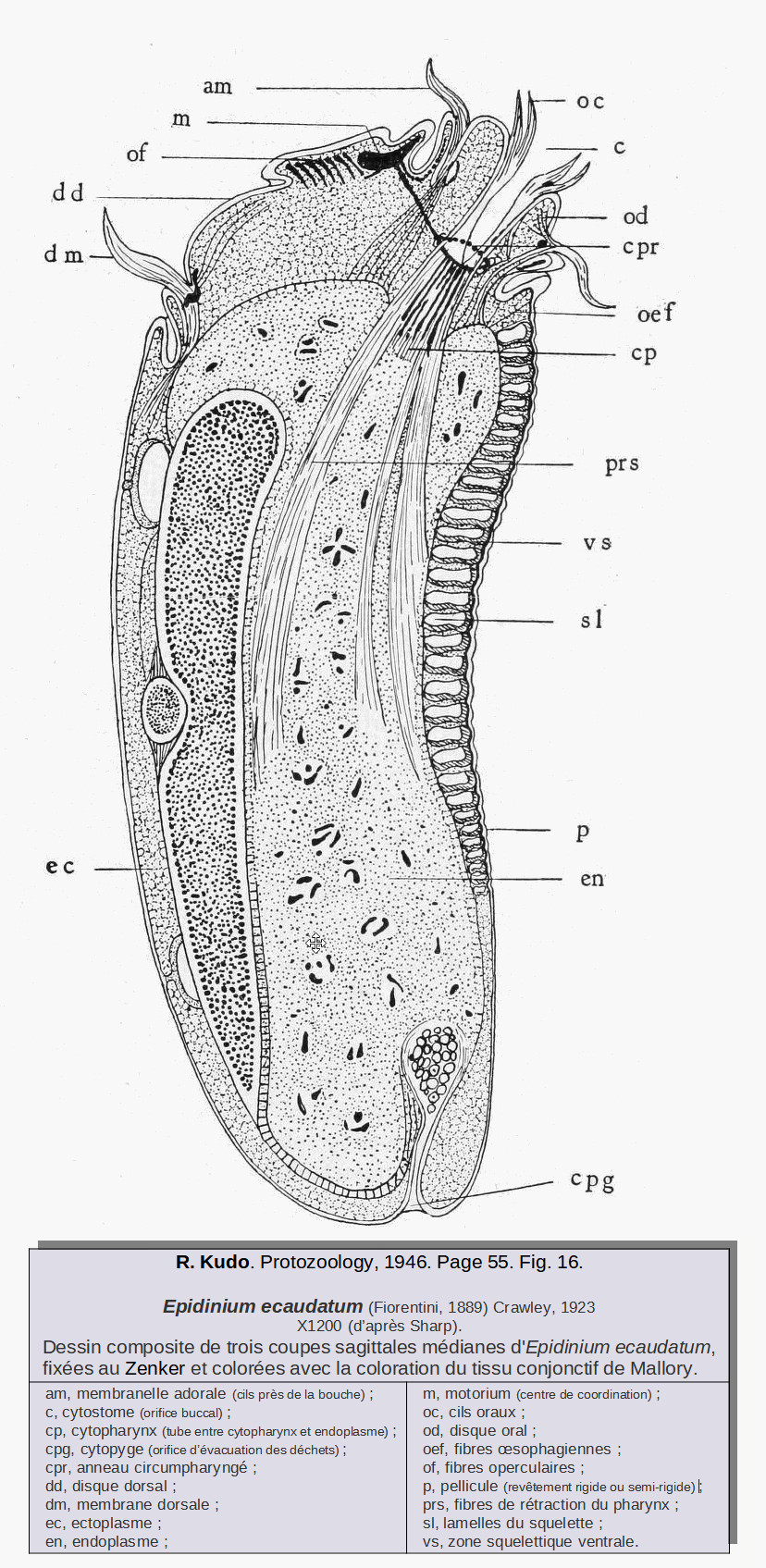
Coupe d'epidinium ecaudatum. La membranelle est indiquée "am" en haut du schéma.

Une membranelle est un organite que l'on trouve chez les Ciliés. Elle se compose de plusieurs rangées de cils courts et fins qui fonctionnent conjointement. La plupart des ciliés ont une série de membranelles sur le côté gauche de la bouche vers laquelle elles entraînent la nourriture. Les membranelles sont particulièrement importantes chez les Heterotrichea et les Spirotrichea. Elles assurent diverses fonctions vitales chez certaines espèces unicellulaires.